# Desmolycaena arabica
Desmolycaena arabica är en fjärilsart som beskrevs av Riley 1932. Desmolycaena arabica ingår i släktet Desmolycaena och familjen juvelvingar. Inga underarter finns listade i Catalogue of Life.